# Habrophlebia
Habrophlebia is een geslacht van haften (Ephemeroptera) uit de familie Leptophlebiidae.

## Soorten
Het geslacht Habrophlebia omvat de volgende soorten:
- Habrophlebia antoninoi
- Habrophlebia consiglioi
- Habrophlebia eldae
- Habrophlebia fusca
- Habrophlebia lauta
- Habrophlebia vaillantorum
- Habrophlebia vibrans